# Stochastic neural analog reinforcement calculator
Lo SNARC (Stochastic Neural Analog Reinforcement Calculator) è considerato il primo elaboratore a rete neurale, progettato da Marvin Lee Minsky e da Dean Edmonds.

## Storia
Nell'estate 1951 Minsky, allora giovane matematico, riuscì a ottenere i fondi per un progetto per una macchina computazionale elettromeccanica di nuova concezione dall'Air Force Research Laboratory grazie all'interessamento di George Armitage Miller, noto per essere uno dei pionieri della psicolinguistica, a seguito della corrispondenza tenuta con Minsky sui processi cognitivi.
Al progetto si affiancò il fisico Dean S. Edmonds, ricercatore a Princeton che dichiarò a Minsky di essere abile con l'elettronica.

## Descrizione
La macchina consiste in una rete connessa in modo casuale di circa 40 sinapsi di Hebb.
Ciascuna di queste sinapsi ha una sorta di memoria che contiene la probabilità che il segnale arrivi in un input e un altro segnale esca dall'output. 
La probabilità, da 0 a 1, che il segnale si propaghi, è indicata da una manopola. Se il segnale di probabilità si propaga, un condensatore registra questo l'evento e innesca una "frizione". Quando l'operatore preme un pulsante per "premiare" la macchina, si avvia un meccanismo costituito da un grosso motore e una catena che a controllare se la frizione è innestata o meno va a tutte le 40 macchine sinapsi. Poiché i condensatori delle sinapsi possono "ricordare" solo per un certo periodo di tempo, la catena cattura solo gli aggiornamenti più recenti delle probabilità.
Tale macchina elettromeccanica, definibile ad apprendimento hebbiano, è considerata uno dei primi prototipi nel campo della intelligenza artificiale.
Nel 1963 Minsky divenne uno dei fondatori del progetto MAC (Mathematics and Computation) del MIT, da cui nacquero il MIT Laboratory for Computer Science e il MIT Artificial Intelligence Lab, nel 2003 confluiti nel MIT Computer Science and Artificial Intelligence Laboratory. 
Nel 1985 Minsky divenne anche uno dei membri fondatori del MIT Media Laboratory.